# Gare de Briançon
Gare de Briançon – stacja kolejowa w Briançon, w regionie Prowansja-Alpy-Lazurowe Wybrzeże (departament Alpy Wysokie), we Francji. Znajdują się tu 2 perony.
Dworzec zbudowany został przez PLM na lewym brzegu Durance w 1884 roku, na wysokości 1205 metrów i jest jednym z najwyżej położonych dworców we Francji. Dworzec był początkowo wybudowany jako stacja kolei międzynarodowej przez tunel pod Col de Montgenèvre który nigdy nie został zrealizowany z powodu wojny światowej. Dziś jest stacją końcową linii z Veynes.
Jest obsługiwana przez pociągi TER PACA i TER Rhône-Alpes (do Grenoble, Marsylii, Lyonu i Romans-sur-Isère) oraz pociągi nocne (Corail Lunéa) do Paryża.